# Satellitenreferenzdienst
Ein Satellitenreferenzdienst ist ein Datendienst, der Korrekturdaten für DGPS-Messungen zur Verfügung stellt.

## Technik
Über ein Netz von GNSS-Referenzstationen werden die globalen Navigationssatellitensysteme (zurzeit GPS und GLONASS) rund um die Uhr beobachtet und aus den Beobachtungen entsprechende Korrekturdaten berechnet. Diese werden den Anwendern dann per GPRS oder Mobilfunk zur Verfügung gestellt. Dadurch werden präzise Messungen mit einer Genauigkeit von 1–2 cm, auch in Echtzeit möglich.

## Übersicht
In Deutschland gibt es derzeit vier Anbieter: Der SAPOS-Dienst wird von den Landesvermessungsämtern der Bundesländer bereitgestellt. Der Axio-Net-Dienst wird von der AXIO-NET GmbH betrieben. Weiterhin bieten Trimble den Dienst VRSNow und Leica Geosystems den Dienst Smartnet an.

## Zukünftige Entwicklung
Die Zahl der Anwendungen für hochgenaue Satellitenpositionierung wuchs in den letzten Jahren konstant. Aus den klassischen Vermessungsanwendungen heraus wird diesen Diensten ein starkes Wachstum in der Maschinensteuerung sowohl auf Baustellen als auch in der Landwirtschaft prophezeit.